# Заулгруб
Заулгруб (њем. Saulgrub) општина је у њемачкој савезној држави Баварска. Једно је од 22 општинска средишта округа Гармиш-Партенкирхен. Према процјени из 2010. у општини је живјело 1.681 становника. Посједује регионалну шифру (AGS) 9180129.

## Географски и демографски подаци
Заулгруб се налази у савезној држави Баварска у округу Гармиш-Партенкирхен. Општина се налази на надморској висини од 859 метара. Површина општине износи 35,5 km². У самом мјесту је, према процјени из 2010. године, живјело 1.681 становника. Просјечна густина становништва износи 47 становника/km².